# Linan qiniangmontis
Linan qiniangmontis – gatunek chrząszcza z rodziny kusakowatych i podrodziny marników. Występuje endemicznie w Chinach.
Gatunek ten opisali po raz pierwszy w 2019 roku Zhao Quinghao, Xu Wang i Yin Ziwei na łamach ZooKeys. Jako miejsce typowe wskazano górę Qiniang w Shenzhen, w chińskiej prowincji Guangdong. Holotyp zdeponowano w Zbiorze Owadów Shanghai Shifan Daxue. Epitet gatunkowy pochodzi od miejsca typowego.
Chrząszcz ten osiąga od 2,32 do 2,44 mm długości i od 0,85 do 0,91 mm szerokości ciała. Głowa jest dłuższa niż szeroka. Policzki są bocznie rozszerzone. Oczy złożone buduje u samca około 23, a u samicy około 18 omatidiów. Czułki buduje jedenaście członów, z których trzy ostatnie są powiększone, a człon dziewiąty jest u samca ponadto lekko zmodyfikowany. Przedplecze jest tak szerokie jak długie, o bocznych krawędziach zaokrąglonych. Pokrywy są znacznie szersze niż dłuższe. Zapiersie (metawentryt) u samców ma krótkie, zwężone u wierzchołków wyrostki. Odnóża przedniej pary mają niezmodyfikowane krętarze i uda oraz po niewielkim ząbku na szczycie goleni. Odnóża pary środkowej mają niezmodyfikowane krętarze, uda i golenie. Tylna para odnóży ma niezmodyfikowane krętarze i uda. Genitalia samca mają grzbietobrzusznie asymetryczny i ku spiczastemu szczytowi  zwężony płat środkowy edeagusa, wydłużone paramery o zaokrąglonych wierzchołkach oraz endofallus z jednym szerokim sklerytem trójkątnym i jednym sklerytem podłużnym o rozdwojonym wierzchołku.
Owad ten jest endemitem Chin, znanym tylko z miejsca typowego w prowincji Guangdong. Spotykany był na rzędnych 45 m n.p.m. Zasiedla ściółkę w lasach mieszanych.